# Calliotropis yukikoae
Calliotropis yukikoae là một loài ốc biển, là động vật thân mềm chân bụng sống ở biển thuộc họ Calliotropidae.

## Miêu tả
Kích thước vỏ của loài này giao động trong khoảng từ 5 mm đến 6,6 mm.

## Phân bố
Calliotropis yukikoae xuất hiện ngoài khơi Philippines.